# Jessie Bates
Jessie Bates III (geboren am 26. Februar 1997 in Fort Wayne, Indiana) ist ein US-amerikanischer American-Football-Spieler auf der Position des Safeties. Er spielte College Football für die Wake Forest University und wurde im NFL Draft 2018 in der zweiten Runde von den Cincinnati Bengals ausgewählt. Seit März 2023 steht er bei den Atlanta Falcons unter Vertrag.

## College
Am 2. Februar 2015 verkündete Bates, das Angebot der Wake Forest University anzunehmen und sich dem Football-Team der Universität, den Wake Forest Demon Deacons, anzuschließen. Er entschied sich dazu, das erste Jahr als Redshirt zu verbringen und gab daher erst 2016 sein Debüt. In dem Jahr spielte er in allen 13 Partien und konnte 100 Tackles sowie 5 Interceptions verzeichnen. Außerdem wurde er als Punt Returner eingesetzt und returnte 18 Punts für 73 Yards. In seinem zweiten Jahr verpasste er verletzungsbedingt zwei Spiele, kam aber dennoch insgesamt auf 79 Tackles, darunter 6 Tackles für Raumverlust. Außerdem returnte er 8 Punts für 161 Yards und erzielte einen Punt Return Touchdown. Nach der Saison gab er bekannt, auf eine weitere Saison am College zu verzichten und sich stattdessen für den NFL Draft 2018 anzumelden.

## NFL
Bates wurde im NFL Draft 2018 an 54. Stelle von den Cincinnati Bengals ausgewählt.

### 2018
Bates ging als Backup von Safety George Iloka in die Saisonvorbereitung. Aus finanziellen Gründen wurde Iloka zwei Wochen vor dem Saisonstart entlassen und Bates stand in Woche 1 direkt in der Startaufstellung auf der Position des Free Safety. Die Bengals gewannen die Auftaktpartie gegen die Indianapolis Colts mit 34:23, Bates verzeichnete 8 Tackles. Eine Woche später gelang Bates die erste Interception seiner NFL-Karriere gegen die Baltimore Ravens. In Woche 8 fing er einen Pass von Tampa Bay Buccaneers Quarterback Jameis Winston ab, trug ihn 21 Yards in die gegnerische Endzone und erzielte so den ersten Touchdown seiner NFL-Karriere. Bates beendete die Saison mit 111 Tackles (Höchstwert seines Teams) und 3 Interceptions. Seine Leistungen brachten ihm die Berufung ins PFWA All-Rookie Team als einer der beiden besten Rookies auf seiner Position.

### 2019
In Woche 15 erzwang Bates den ersten Fumble seiner NFL-Karriere gegen die Miami Dolphins. Er beendete die Saison mit 100 Tackles und verzeichnete wie schon im Vorjahr 3 Interceptions.

### 2020
Wie in beiden vorherigen Saisons gelangen ihm auch 2020 wieder 3 Interceptions, die dritte in Woche 11, als er einen Pass von Quarterback Alex Smith vom Washington Football Team abfing. Am 21. Dezember 2020 wurden die Pro-Bowl-Kader für die AFC und NFC der Saison 2020 bekannt gegeben. Jessie Bates tauchte darin nicht auf, zum Unverständnis einiger Fanmedien. Die Webseite "Pro Football Focus" bewertete Bates als den besten Safety der Saison und führte ihn in einer Liste von Spielern an, die eine Pro-Bowl-Teilnahme verdient gehabt hätten.

### 2023
Am 16. März 2023 unterzeichnete Bates einen Vierjahresvertrag bei den Atlanta Falcons mit einem möglichen Gesamtvolumen von 64,02 Millionen Dollar.